# Rousthøje
Rousthøje er en landsby i Rousthøje Sogn, Varde Kommune i Sydvestjylland. I Rousthøje finder man Rousthøje Forsamlingshus. Landsbyen ligger 10 km sydvest for Varde, 20 km nordøst for Esbjerg, 7 km syd for Næsbjerg og 3,5 km nordvest for Roust. Rousthøje har meget tilfælles med Roust, da de har en fælles byforening og ligger tæt på hinanden.
|  | Denne artikel om lokaliteten Rousthøje kan blive bedre, hvis der indsættes et (bedre) billede. Du kan hjælpe ved at afsøge Wikimedia Commons for et passende billede eller lægge et op på Wikimedia Commons med en af de tilladte licenser og indsætte det i artiklen. |

55°34′29″N 8°35′30″Ø / 55.5746°N 8.5918°Ø